# Riu Singapur
El riu Singapur (en Malay Sungei Singapura, xinès: 新加坡河) és un riu que va paral·lel a Alexandra Road i s’alimenta a l'embassament de Marina a la part sud de Singapur. La divisòria hidrogràfica superior immediata del riu Singapur es coneix com a Àrea de Planificació del Riu Singapur, tot i que la part occidental de la divisòria hidràulica es classifica en l'àrea de planificació de la Vall del riu.
L'àrea de planificació del riu Singapur es troba dins de l'àrea central de la regió central de Singapur, tal com la defineix l'Autoritat de reurbanització urbana.

## Geografia

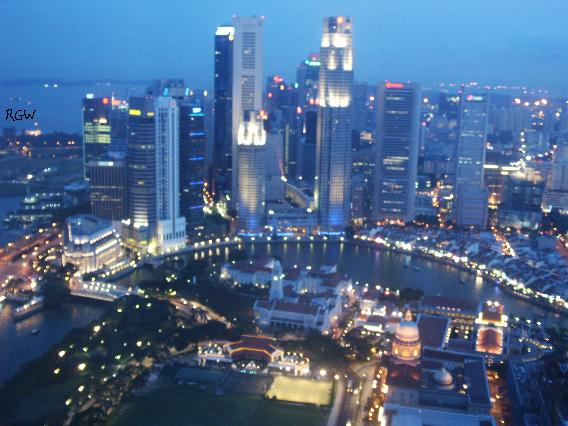
Riu Singapur a la nit, com es veu des de Raffles City.

El riu Singapur fa aproximadament 3,2 quilòmetres de longitud des de la seva font al pont de Kim Seng fins a desembocar a la badia de Marina; el riu s'estén més de dos quilòmetres més enllà de la seva font original al pont de Kim Seng fins al canal Alexandra, fins a la cruïlla de l'avinguda de la Commonwealth.

## Història

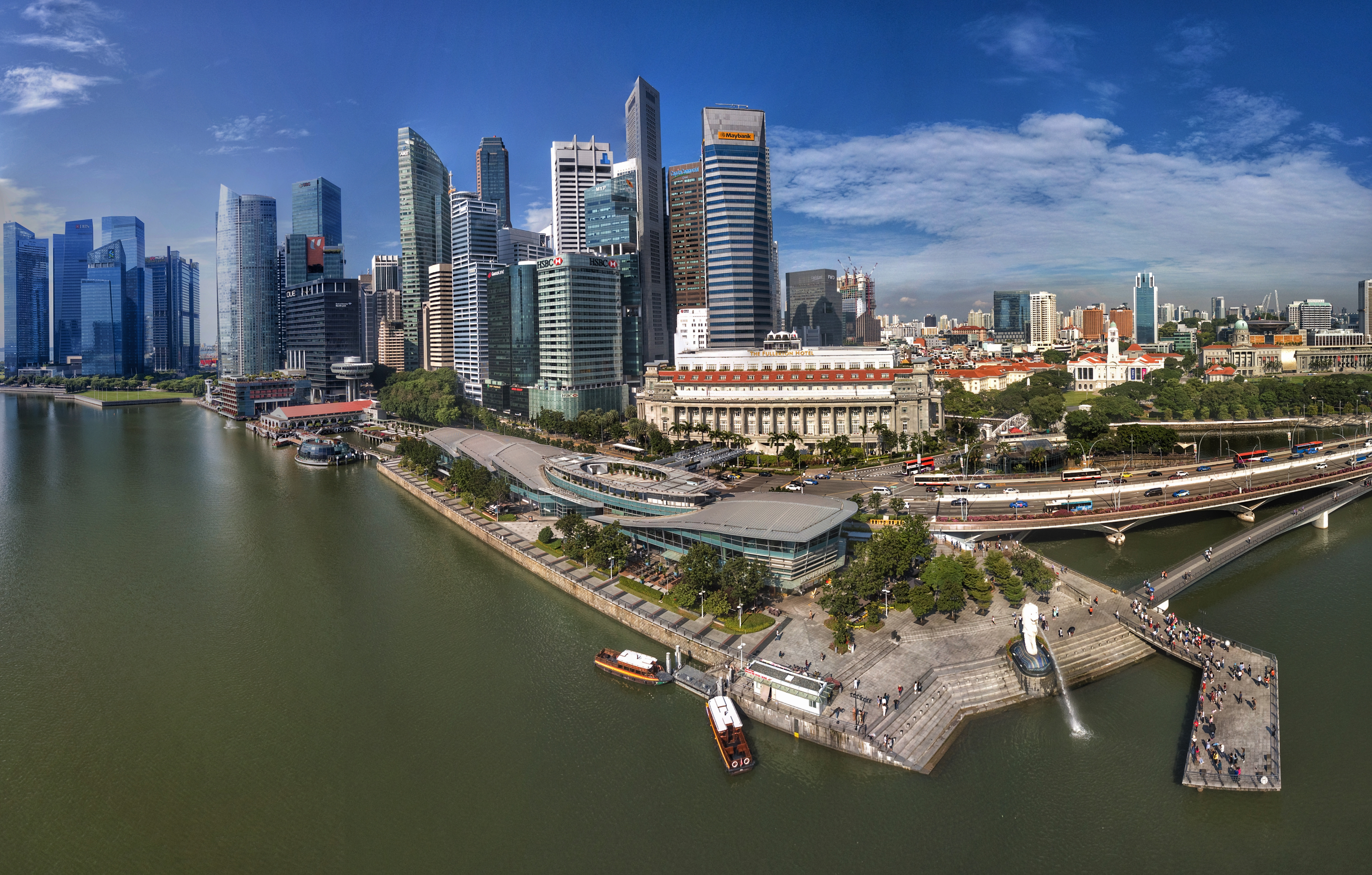
Vista panoràmica aèria del parc Merlion on el riu Singapur acaba el seu trajecte.

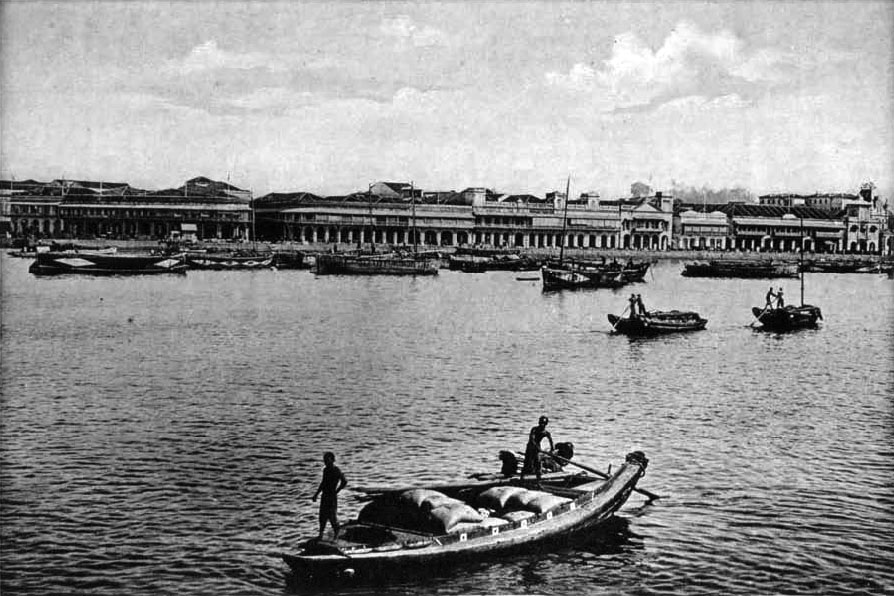
Collyer Quay vist des del que ara és Marina Bay, vers el 1900

La desembocadura del riu Singapur era l'antic port de Singapur, protegida naturalment per les illes del sud. Històricament, la ciutat de Singapur va créixer inicialment al voltant del port, de manera que la desembocadura del riu es va convertir en el centre del comerç i les finances.
En una època, el riu Singapur va ser la pròpia sang de la colònia, l'artèria comercial, el centre de l'activitat comercial, el cor del comerç entrepôt, el vaixell d'importància, els capil·lars de la vida i el lloc que eren freqüentats per les societats secretes, els swaylos (cantonès per als culis que treballaven en un vaixell) i els culies que treballaven per al filantrop Tan Tock Seng al mercat d'Ellenborough i el towkay (Hokkien per al propietari d'un negoci) Tan Kim Seng, que estava ocupat a omplir el seu magatzem amb les riqueses d'Orient.
El riu Singapur és on la colorida i sorprenent història del riu i els mites i llegendes encara poden evocar records dels encenedors, bumboats, tongkangs amb els seus ulls pintats per veure el perill per davant i els sampans d'abans. Aquí és on els prínceps malais navegaven i aquí és on els carros de bous feien seu camí cap amunt i avall cada banc com el riu van trobar el seu camí a l'antiga i rocosa desembocadura del riu. Aquí també es va conquerir una primera civilització per part de l' Imperi Majapahit de Java, l'any 1376.

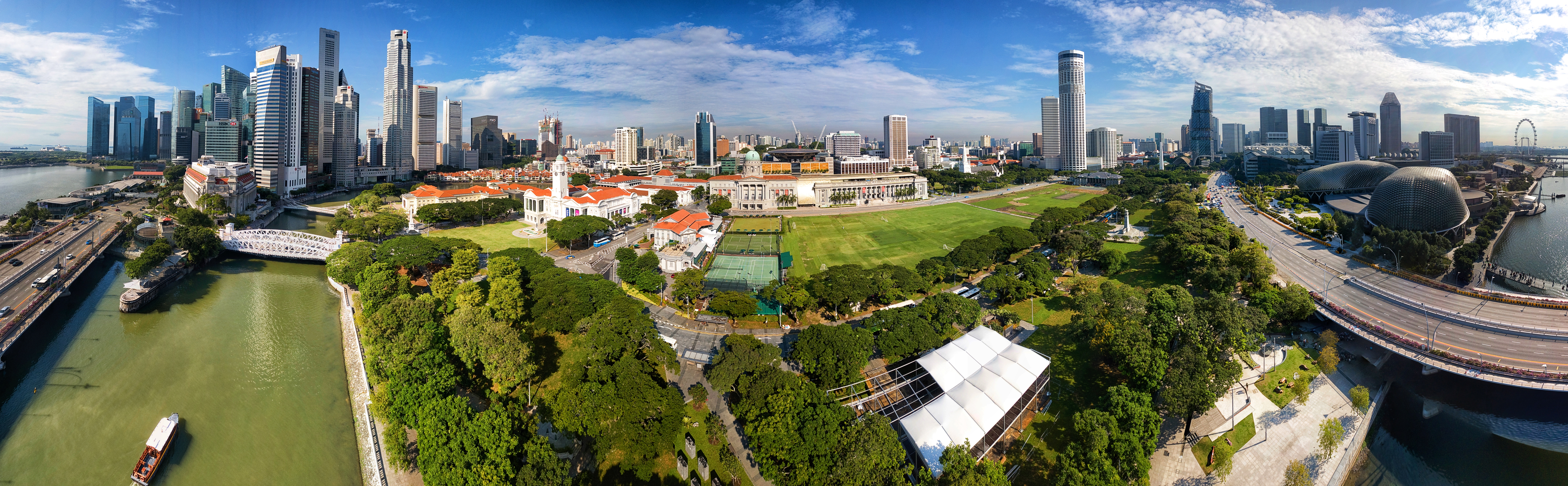
Panoràmica aèria del centre de Singapur. El riu Singapur es troba a la part inferior esquerra de la imatge.

Alguns dels temples com el temple Yueh Hai Ching i Tan Si Chong Su encara es troben a les rodalies del riu. Encara queden ponts com el pont d'Anderson, el pont d'Elgin i el pont Cavenagh, el Merlion, les cases comercials i els grans arbres com Banià i Madras Thorn. Algunes parts d'aquesta zona inclouen molls com el moll Clarke, el moll Boat i el moll Robertson, que van generar comerç i una gran demanda de serveis amb els vaixells que van aterrar als molls. El mateix Boat Quay gestionava les tres quartes parts del servei d'enviament a la dècada de 1860. Les botigues i magatzems florien al voltant dels molls a causa de la seva proximitat al comerç durant l'època colonial, però actualment alberguen diversos bars, pubs i restaurants, així com botigues antigues.
Sir Stamford Raffles no va perdre temps després del gener de 1819, quan va aterrar al riu Singapur entre els orang laut, en la negociació amb Temenggong Abdul Rahman, el Temenggong de Johor que llavors governava el lloc, després d'haver-se establert el 1811. En el mateix moment de l'aterratge, Raffles es degué adonar de la importància del riu ja que, el mateix any de 1819, la riba nord va ser drenada per als edificis governamentals; i el 1822 es va recuperar la riba sud i es va construir un mur de contenció i esglaons.

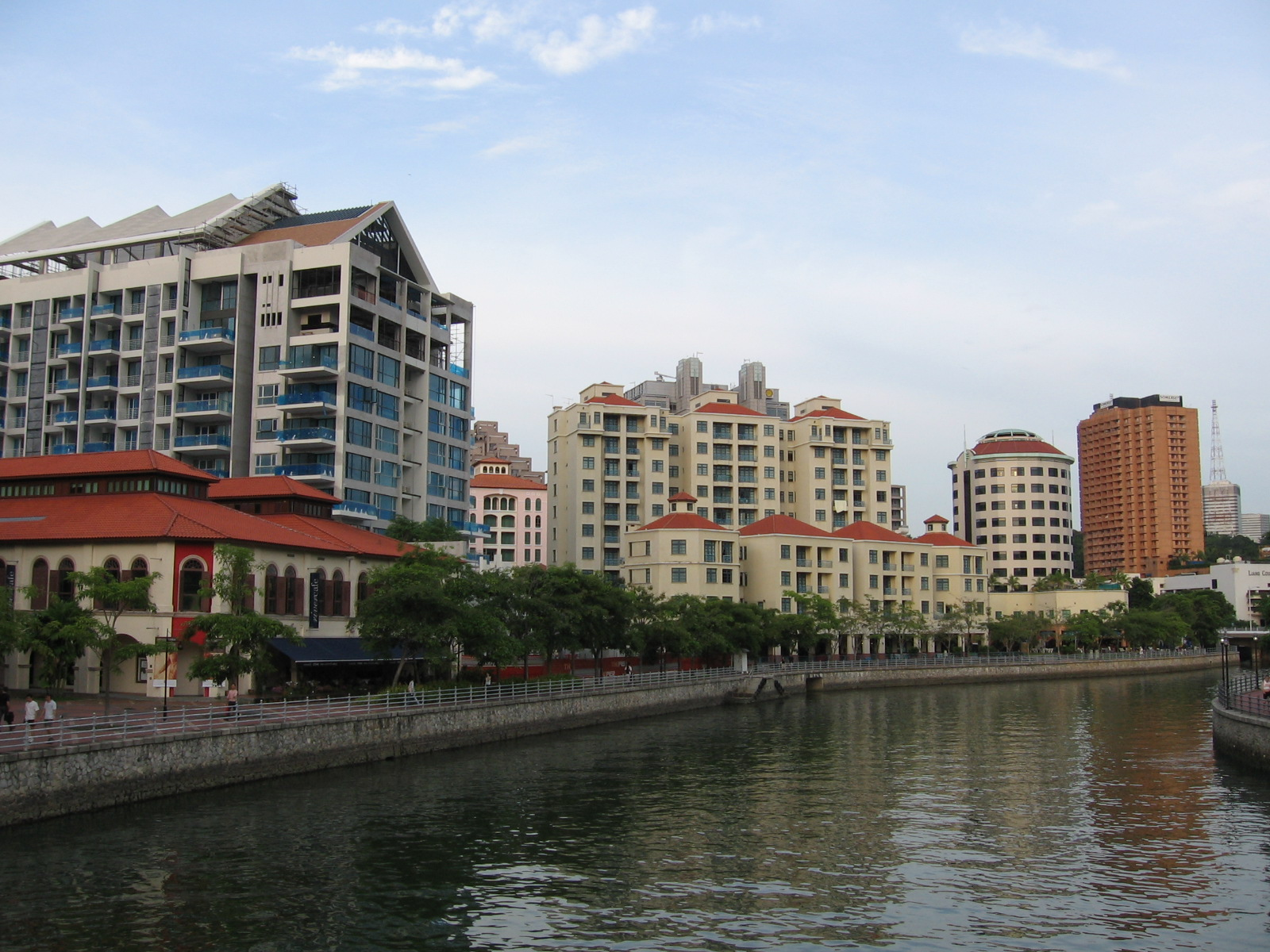
Quai Robertson a la vora del riu Singapur

A causa de la manca de coneixement o previsió, els ponts es van construir massa baixos i el riu era massa superficial per a les exigències que calia fer sobre el seu ús. Aquest riu històric, creat per Raffles a partir d'aiguamolls, barres de sorra i pantans de manglars, ha estat testimoni del domini britànic i de l'ocupació japonesa i ha donat suport a anys d'activitat econòmica de xinesos, malaisos, indis i altres. No obstant això, amb l'expansió del comerç va arribar la congestió i la contaminació.
Els mapes antics del riu indiquen que en realitat s’origina a Bukit Larangan (actualment Fort Canning Hill).

### Contaminació i neteja

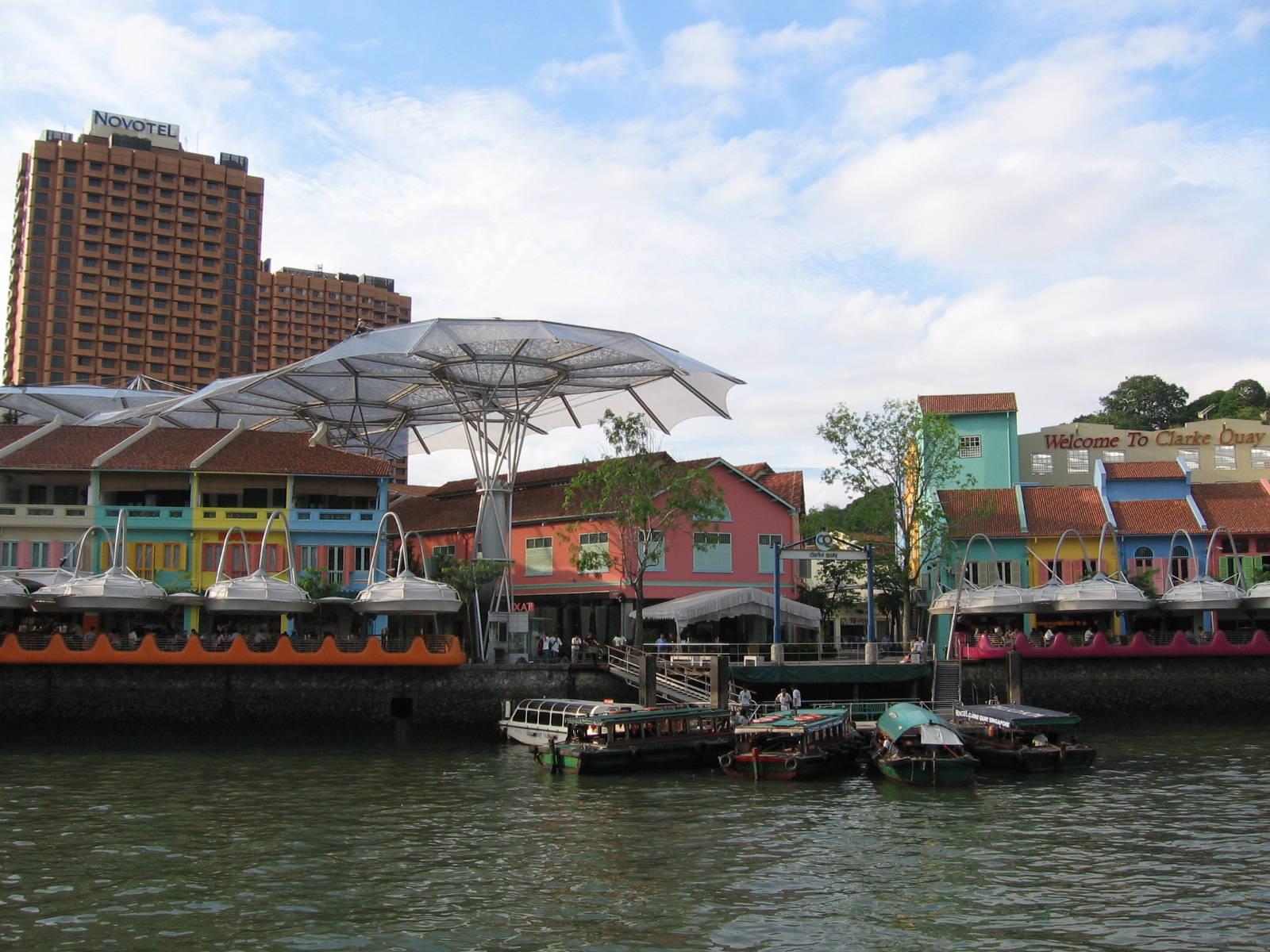
Moll Clarke a la vora del riu Singapur

A partir del 1819, hi va haver un intens trànsit al riu Singapur a causa de la ràpida urbanització i de l'expansió del comerç. Al mateix temps, es va dur a la contaminació de l'aigua causada per l'eliminació de les escombraries, clavegueram i altres subproductes de les indústries situades al llarg dels bancs del riu. Les fonts de contaminació de l'aigua al riu Singapur i la conca de Kallang incloïen residus de granges de porcs i ànecs, locals sense collita, venedors ambulants i venedors sencers de verdures. Al llarg del riu Singapur també es van trobar activitats fluvials com el transport, la construcció d'embarcacions i les reparacions.
Uns 750 encenedors van recórrer el riu Singapur i la conca de Kallang el 1977. Els residus, els vessaments de petroli i les aigües residuals d'aquestes embarcacions i encenedors s’afegeixen a la contaminació dels rius. El 1977, el primer ministre Lee Kuan Yew va demanar una neteja dels rius de Singapur, que incloïa el riu Singapur i el riu Kallang. La neteja va costar al govern 300 milions de dòlars i va suposar una reubicació d'uns 4.000 okupes, juntament amb venedors ambulants i venedors de verdures, els residus diaris dels quals desembocaven al riu. Es va trobar habitatge públic per als okupes, mentre que els venedors ambulants del carrer es van convèncer de traslladar-se als centres ambulants. Llavors, el govern va dragar fangs que feien pudor des de la riba i el fons del riu, netejant els residus i altres deixalles.
Malgrat dècades d'esforços, la neteja del riu continua sent un treball en curs. El 26 de novembre de 2017, durant un discurs al 60è aniversari de Berita Harian, el primer ministre Lee Hsien Loong va instar els singapurans a no contaminar el riu amb escombraries.

### Riu Singapur avui
El riu ara forma part del pantà de Marina després d'embassar el riu Singapur a la seva sortida al mar per crear un nou embassament d'aigua dolça. La presa es coneix com a Marina Barrage.
Mentre que la desembocadura original del riu Singapur es va buidar a l'estret de Singapur i les seves illes meridionals abans que es produïssin importants recuperacions de terres, el riu Singapur ara desemboca a Marina Bay, una zona d'aigua parcialment tancada pels treballs de recuperació. El port de Singapur es troba ara a l'oest de l'illa, utilitzant la major part de la costa sud-oest, i els vaixells de passatgers cap a Singapur ara solen atracar al Singapore Cruise Center de Harbourfront. D'aquesta manera, el paper econòmic del riu Singapur s'ha allunyat del comerç, cap a un paper més adaptat al turisme i a l'estètica de la zona comercial que el tanca.

## Escultures

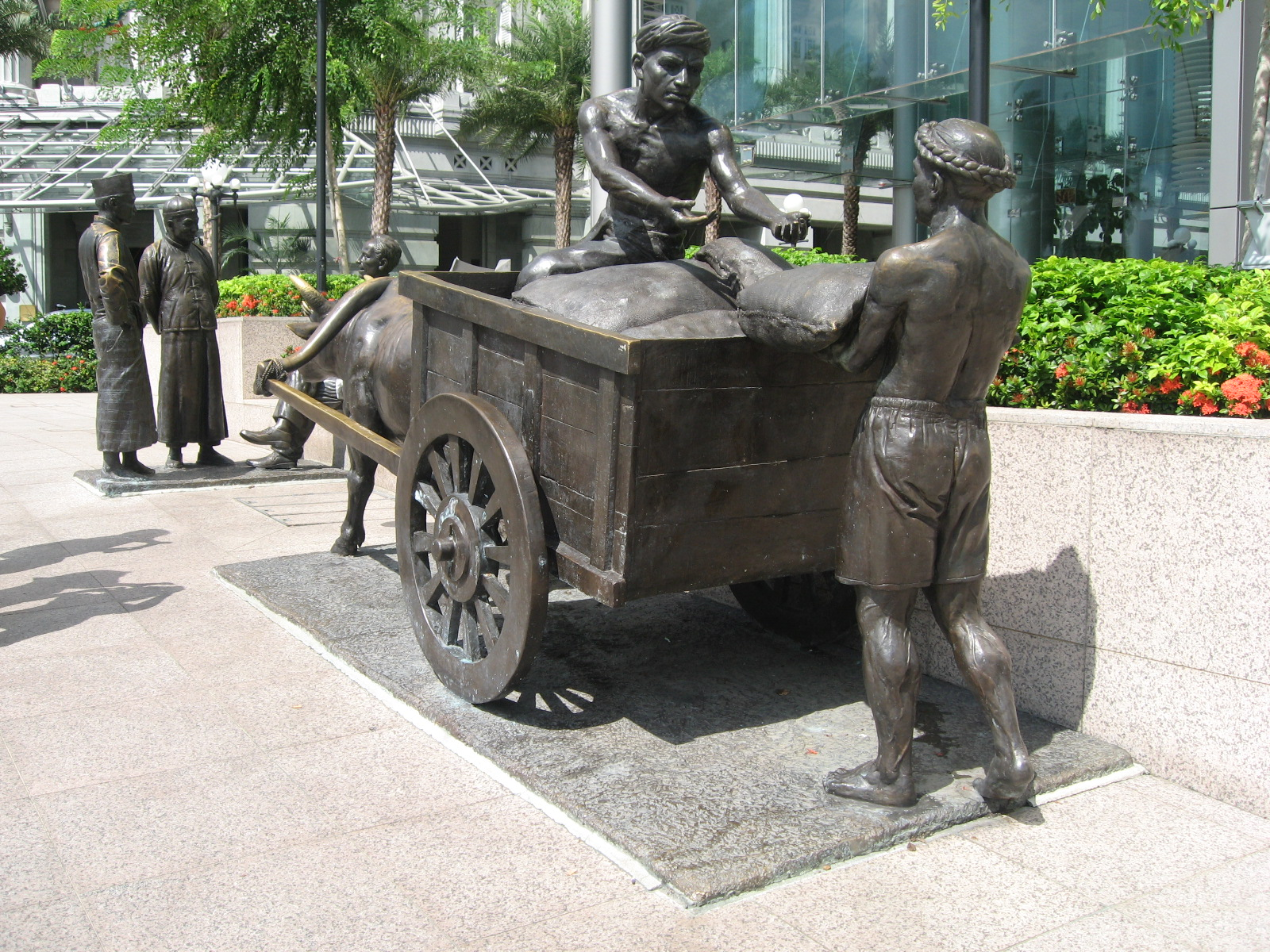
Escultura al llarg del riu Singapur: The River Merchants, d'Aw Tee Hong

Hi ha diverses escultures al llarg del riu Singapur. Molts d'aquests representen la vida de persones que vivien i treballaven al llarg del riu durant els primers dies de Singapur.
Entre les escultures destacades s’inclouen:
- Primera generació, feta per Chong Fah Cheong
- Pesca al riu Singapur, feta per Chern Lian Shan
- The River Merchants, feta per Aw Tee Hong
- Un gran empori, realitzat per Malcolm Koh
- De Chettiars a Financers, realitzat per Chern Lian Shan
- Singapura Cats, realitzat per diversos artistes

## Ponts i túnels
Entre el 1819, quan es va construir el primer embarcador de fusta i el primer pont sobre el riu Singapur a Singapur, i el 2015 es van construir 14 ponts a través del riu (o 17, tot i que l'embassament de Marina, on ara hi ha l'estuari, es considera Riu Singapur). Fins al 1819, el riu només podia ser travessat per vaixells i ferris. Alguns dels ponts van ser enderrocats i reconstruïts o es va canviar la seva finalitat (de pont de trànsit a pont de vianants i similars).
Els antics registres de Singapur mostren un simple pont de fusta sobre el riu del 1819, que no tenia nom, i es considera el primer pont de la ciutat. El 1822 es va substituir el pont per un pont de fusta, el pont Presentment, del qual més tard (1862 i 1927) va sortir el pont Elgin actual. En els anys següents, es van afegir altres ponts com el pont Coleman (1840), el pont Kim Seng (1862), el pont Cavenagh (1869) o el pont Read (1889). Els ponts més recents són el pont Helix (2010), Bayfront Bridge (2010) i el pont Jubilee (2015).
- Pont de Kim Seng (1862)
- Jiak Kim Bridge (1999)
- Pont de Robertson (1998)
- Pont de Pulau Saigon (1890)
- Alkaff Bridge (1999)
- Pont de Clemenceau (1940)
- Línia MRT del centre entre Fort Canning i Chinatown (2017)
- Pont d'Ord (1886)
- Read Bridge (1889)
- Línia MRT del nord-est entre Clarke Quay i Dhoby Ghaut (2003)
- Coleman Bridge (1840/1985)
- Elgin Bridge (1819/1922)
- Pont Cavenagh (1870)
- Línia MRT East West i línia MRT North South entre l'Ajuntament i Raffles Place (1987/1989)
- Pont d'Anderson (1910)
- Esplanade Bridge (1997)
- Jubilee Bridge (2015)
- Helix Bridge (2010)
- Línia MRT del centre i línia MRT Circle entre Promenade i Bayfront (2012)
- Bayfront Bridge (2010)
- Benjamin Sheares Bridge (1981)